# 8e Convention nationale acadienne
 (août 2022).
La VIIIe convention nationale acadienne a lieu en 1921 à Pointe-de-l'Église et à Grand-Pré, en Nouvelle-Écosse (Canada).
Les assises à Pointe-de-l'Église sont suivies d'un pèlerinage à Grand-Pré où la Société Nationale l'Assomption avait acquis des terrains peu de temps auparavant. Une campagne de souscription est lancée pour la construction d'une chapelle commémorative à cet endroit. Les congressistes demandent que les erreurs contenues dans les livres d'histoire du Canada concernant l'histoire acadienne soient rectifiées. Il est recommandé aux Acadiens de s'abonner aux journaux acadiens.